# جاك هايز
جاك هايز (بالإنجليزية: Jack Hays)‏ (12 ديسمبر 1918 في المملكة المتحدة - 1983 في المملكة المتحدة) هو لاعب كرة قدم بريطاني (وحمل سابقاً جنسية المملكة المتحدة لبريطانيا العظمى وأيرلندا) في مركز الوسط. لعب مع نادي بوري ونادي بيرنلي ونادي برادفورد بارك أفنيو.